# 梁蔓菁
祈Inory（1991年11月2日—），真名梁蔓菁。目前在中國大陸活躍的一位網絡歌手，以翻唱日語的動漫歌曲為主。
於2006年時踏入網上翻唱的圈子，網名和後來《罪惡王冠》中的女主角楪祈有微妙的相似，不過據出道年份和本人說法是為巧合，並於一次CCTV新科動漫頻道中的訪談節目中說明了此事。
中國大陸製作動畫《納米核心》當中的主題曲《Glimmer》的主唱，於2014年10月15日在VOCALOID™的官方微博上被確認為是VOCALOID CHINA中樂正綾的音源。

## 參與的部份作品及成就
- 中國大陸製作動畫《納米核心》主題曲《Glimmer》
- MMORPG幻想神域的中國代理商官方中文版主題曲《幻想神域》
- 中國大陸製手機網上遊戲《血族》的官方主題曲《血族》
- MMORPG龍之谷的中國大陸版本，擔任NPC蕾娜的配音員
- 「VOCALOID 3」中樂正綾的音源提供者。[2]

## 來源链接
1. ↑  .   [2014年10月20日]. （原始内容存档于2016年3月4日）. 2014-6-25，中華網動漫新聞報道中介紹一次動漫表演的嘉賓們，當中包含對祈Inory的介紹。
2. ↑  http://games.qq.com/a/20141015/025386.htm （页面存档备份，存于） 2014-10-15，VOCALOID3最新中文歌姬战音Lorra乐正绫声源确定_游戏_腾讯网